# Голосящий КиВиН 2004
«Голося́щий КиВи́Н 2004» — 10-й музыкальный фестиваль команд КВН, проходивший в Юрмале в июле 2004 года.
Фестиваль прошёл в концертном зале «Дзинтари» и состоял из трёх игровых дней:
- 23 июля — генеральная репетиция
- 24 июля — концерт с участием жюри. В этот день происходит телевизионная запись игры, определяются призёры и победители фестиваля, вручаются награды.
- 25 июля — гала-концерт.

Все три концерта проходили в присутствии зрителей; стоимость билетов составляла от 5 до 100 лат.

## Команды
Для участия в фестивале в Юрмалу организаторы пригласили 20 команд КВН. Команда «Незолотая молодёжь» не приехала, зато по собственной инициативе в Юрмалу прибыла команда КВН Рижского института транспорта и связи (Рига), а также «Вятка-Автомат» (Киров). После просмотра программ команд редакторами фестиваля из состава участников была исключена команда «Голос Азии» (сборная стран Центральной Азии), а после первой репетиции фестивальную программу покинула «Сборная малых народов» (Москва). Из оставшихся девятнадцати команд 14 получили право выступить с полноформатным выступлением (то есть, с выступлением, которое позволит бороться за награды фестиваля); остальные 5 команд участвовали в так называемом «блоке» с короткими внеконкурсными выступлениями. В телевизионную версию фестиваля попали выступления всех девятнадцати команд. 
| Название                 | Город              | Страна             | Примечание            |
| ------------------------ | ------------------ | ------------------ | --------------------- |
| Вятка-Автомат            | Киров              | Россия             | Выступление в «блоке» |
| Дизель                   | Николаев           | Украина            |                       |
| Левый берег              | Красноярск         | Россия             |                       |
| ЛУНа                     | Челябинск          | Россия             |                       |
| МЭИ                      | Москва             | Россия             | Выступление в «блоке» |
| Нарты из Абхазии         | Сухум              | Республика Абхазия |                       |
| Новая реальность         | Одесса             | Украина            | Выступление в «блоке» |
| Парма                    | Пермь              | Россия             |                       |
| Регион-13                | Саранск            | Россия             |                       |
| РИТИС                    | Рига               | Латвия             | Выступление в «блоке» |
| Сборная Дальнего Востока |                    | Россия             | Выступление в «блоке» |
| Сборная Пятигорска       | Пятигорск          | Россия             |                       |
| Сборная РУДН             | Москва             | Россия             |                       |
| Седьмое небо             | Воронеж            | Россия             |                       |
| ТГНГУ                    | Тюмень             | Россия             |                       |
| Уральские пельмени       | Екатеринбург       | Россия             |                       |
| Утомлённые солнцем       | Краснодарский край | Россия             |                       |
| Четыре татарина          | Казань             | Россия             |                       |
| ЧП                       | Минск              | Беларусь           |                       |

## Жюри
| ФИО                      | Примечание                                           |
| ------------------------ | ---------------------------------------------------- |
| Лайма Вайкуле            | Вручала приз «Малый КиВиН в светлом»                 |
| Владимир Винокур         | Вручал приз «Большой КиВиН в тёмном»                 |
| Ренарс Кауперс           | Вручал приз «Большой КиВиН в золотом»                |
| Екатерина Рождественская |                                                      |
| Марк Розовский           | Вручал приз «Малый КиВиН в золотом»                  |
| Василий Уткин            | Вручал приз «Большой КиВиН в светлом»                |
| Сергей Шолохов           | Вместе с Леонидом Ярмольником вручал приз «Гран-При» |
| Леонид Ярмольник         | Вместе с Сергеем Шолоховым вручал приз «Гран-При»    |

## Награды
- «Гран-При» (за 1 место) — Нарты из Абхазии
- «Большой КиВиН в золотом» (за 2 место) — Сборная Пятигорска
- «Большой КиВиН в светлом» (за 3 место) — Уральские пельмени
- «Большой КиВиН в тёмном» (за 4 место) — Сборная РУДН
- «Малый КиВиН в золотом» (за 5 место) — Левый берег
- «Малый КиВиН в светлом» (за 6 место) — Седьмое небо
- «Президентский КиВиН» (специальный приз от Александра Маслякова) — ЧП

## Факты
- Команда «Дизель» из Николаева представляла не только свой город, но и известный детский лагерь отдыха «Артек».
- Фестиваль «Голосящий КиВиН 2004» был единственным, на котором «Большой КиВиН в золотом» был наградой не за первое место, а за второе.
- После окончания фестиваля редактор Михаил Марфин покинул КВН[4].
- Телевизионный эфир фестиваля «Голосящий КиВиН 2004» собрал вторую по численности телезрительскую аудиторию среди всех передач российских телеканалов за неделю с 12 по 19 сентября 2004 года, уступив 0, 3% по рейтингу только трансляции фестиваля юмора «Ялта-2004». Доля[5] программы составила 35,6%, а рейтинг[6] — 11,9%. По итогам месяца (сентября 2004 года) «Голосящий КиВиН 2004» занял одиннадцатое место[7].
- Изначально трансляция фестиваля была назначена на 5 сентября 2004 года[8], однако из-за террористического акта в Беслане трансляция была перенесена на 19 сентября.[9]

## Творческая группа
Фестиваль организован телевизионным творческим объединением АМиК.
- Ведущий — Александр Васильевич Масляков
- Режиссёр — Светлана Маслякова
- Редакторы — Андрей Чивурин, Михаил Марфин